# Andrea Barnó
Andrea Barnó San Martín (Estella, 4 gennaio 1980) è un'ex pallamanista spagnola.

## Palmarès
- Giochi olimpici

Londra 2012: bronzo.
- Mondiali

Brasile 2011: bronzo.
- Europei

Macedonia 2008: argento.